# Grenzgewässerkommission
Die Bundesrepublik Deutschland arbeitet auf dem Gebiet der Wasserwirtschaft mit ihren Nachbarstaaten auf der Basis bilateraler Grenzgewässerabkommen in Grenzgewässerkommissionen zusammen. Hierzu wurden Verträge abgeschlossen, die durch entsprechende Gesetze der beteiligten Nachbarstaaten ratifiziert wurden.
Die Verträge regeln die wirtschaftliche, wissenschaftliche und technische Zusammenarbeit der Vertragspartner als Grenzüberschreitende Zusammenarbeit auf dem Gebiet der Wasserwirtschaft an den Grenzgewässern.
Unter Grenzgewässern versteht man
- Strecken von Wasserläufen, in denen die Staatsgrenze zwischen den Vertragsstaaten verläuft
- die Staatsgrenze querende Gewässer und der Staatsgrenze benachbarte Gewässer, insoweit an ihnen auf dem Gebiete des einen Vertragsstaates durchgeführte wasserwirtschaftliche Maßnahmen die Wasserverhältnisse auf dem Gebiete des anderen Vertragsstaates wesentlich nachteilig beeinflussen würden.

Bereits in den 1920er Jahren wurden Verträge über die bilaterale Zusammenarbeit von Anrainerstaaten geschlossen. Zum Beispiel war im „Deutsch-polnischen Vertrag zur Regelung der Grenzverhältnisse“ vom 27. Januar 1926 in Artikel 33 vereinbart „Nachrichten über Hochwasser und über die Eisverhältnisse .. regelmäßig und jeweils unverzüglich auszutauschen“.
Die Zusammensetzung und die Verfahrensweise der Kommissionen sowie deren Befugnisse werden in Statuten geregelt.
So sieht z. B. das Statut der deutsch-polnischen Grenzgewässerkommission die Bildung von Arbeitsgruppen vor, deren Mandate von der Kommission festzulegen sind. Zur praktischen Erfüllung der Aufgaben aus dem Grenzgewässervertrag werden die Grundsätze der Zusammenarbeit aller beteiligten Institutionen von der Kommission festgelegt.

## Derzeit bestehende bilaterale Kommissionen mit deutscher Beteiligung
- 1960: Deutsch-Niederländische Grenzgewässerkommission: Deutsch-Niederländischer Grenzvertrag vom 8. April 1960[4]

- 1987: Deutsch-Österreichische Gewässerkommission: Vertrag zwischen der Bundesrepublik Deutschland und der Europäischen Wirtschaftsgemeinschaft einerseits und der Republik Österreich andererseits über die wasserwirtschaftliche Zusammenarbeit im Einzugsgebiet der Donau vom 1. Dezember 1987[5]

- 1992: Deutsch-Polnische Grenzgewässerkommission: Vertrag zwischen der Republik Polen und der Bundesrepublik Deutschland über die Zusammenarbeit auf dem Gebiet der Wasserwirtschaft an den Grenzgewässern vom 19. Mai 1992[6]

- 1995: Deutsch-Tschechische Grenzgewässerkommission: Vertrag zwischen der Bundesrepublik Deutschland und der Tschechischen Republik über die Zusammenarbeit auf dem Gebiet der Wasserwirtschaft an den Grenzgewässern vom 12. Dezember 1995[7]